# Récompenses de Ligue des champions de basket-ball
L'équipe type de la Ligue des Champions de Basket-ball est une récompense annuelle pour les dix meilleurs joueurs de basketball de chaque saison de ligue des champions. Cette récompense est décernée par la FIBA et a débuté en conjonction avec la saison inaugurale, la Ligue des champions de basket-ball 2016-2017.

## Équipe type
| Saison    | Équipe type            | Équipe type                   | Deuxième meilleur cinq  | Deuxième meilleur cinq        | Ref.  |
| Saison    | Joueurs                | Clubs                         | Joueurs                 | Clubs                         | Ref.  |
| --------- | ---------------------- | ----------------------------- | ----------------------- | ----------------------------- | ----- |
| 2016–2017 | Jordan Theodore        | Banvit                        | Will Hatcher            | Partizan                      | [ 1 ] |
| 2016–2017 | Zack Wright            | AS Monaco                     | Chris Kramer            | Oldenburg                     | [ 1 ] |
| 2016–2017 | Melvin Ejim            | Reyer Venezia                 | Gediminas Orelik        | Banvit (2)                    | [ 1 ] |
| 2016–2017 | Aaron Doornekamp       | Club Baloncesto Canarias      | Dušan Šakota            | AEK Athènes                   | [ 1 ] |
| 2016–2017 | Georgios Bogris        | Club Baloncesto Canarias (2)  | Vladimir Štimac         | Beşiktaş JK                   | [ 1 ] |
| 2017–2018 | Manny Harris           | AEK Athènes (2)               | Gabe York               | Bayreuth                      | [ 2 ] |
| 2017–2018 | D. J. Kennedy          | Pınar Karşıyaka               | Kendrick Ray            | ČEZ Basketball Nymburk        | [ 2 ] |
| 2017–2018 | Ovie Soko              | UCAM Murcia CB                | Christopher Evans       | AS Monaco (2)                 | [ 2 ] |
| 2017–2018 | Louis Labeyrie         | SIG Strasbourg                | Dušan Šakota (2)        | AEK Athènes (3)               | [ 2 ] |
| 2017–2018 | Elmedin Kikanović      | AS Monaco (3)                 | Gašper Vidmar           | Banvit (3)                    | [ 2 ] |
| 2018–2019 | Tyrese Rice            | Bamberg Baskets               | Paris Lee               | Giants Antwerp                | [ 3 ] |
| 2018–2019 | Kevin Punter           | Virtus Bologna                | James Feldeine          | Hapoël Jérusalem              | [ 3 ] |
| 2018–2019 | Tim Abromaitis         | Club Baloncesto Canarias (3)  | Ovie Soko               | UCAM Murcia CB (2)            | [ 3 ] |
| 2018–2019 | Vince Hunter           | AEK Athènes (4)               | Amath M'Baye            | Virtus Bologna (2)            | [ 3 ] |
| 2018–2019 | Ismael Bako            | Giants Antwerp (2)            | Colton Iverson          | Club Baloncesto Canarias (4)  | [ 3 ] |
| 2019–2020 | Marcelinho Huertas     | Club Baloncesto Canarias (5)  | Dylan Ennis             | Basket Saragosse 2002         | [ 4 ] |
| 2019–2020 | Keith Langford         | AEK Athènes (5)               | Vítor Benite            | CB San Pablo Burgos           | [ 4 ] |
| 2019–2020 | Vojtěch Hruban         | ČEZ Basketball Nymburk (2)    | Dyshawn Pierre          | Dinamo Basket Sassari]        | [ 4 ] |
| 2019–2020 | TaShawn Thomas         | Hapoël Jérusalem (2)          | Kyle Wiltjer            | Türk Telekomspor              | [ 4 ] |
| 2019–2020 | Giorgi Shermadini      | Club Baloncesto Canarias (6)  | Moustapha Fall          | Türk Telekomspor (2)          | [ 4 ] |
| 2020–2021 | C. J. Harris           | Hapoël Holon                  | Dylan Ennis (2)         | Basket Saragosse 2002         | [ 5 ] |
| 2020–2021 | Kasey Shepherd         | BK Nijni Novgorod             | Darius Thompson         | New Basket Brindisi           | [ 5 ] |
| 2020–2021 | Bonzie Colson          | SIG Strasbourg (2)            | Jasiel Rivero           | CB San Pablo Burgos (2)       | [ 5 ] |
| 2020–2021 | Raymar Morgan          | Pınar Karşıyaka (2)           | Omar Prewitt            | ČEZ Basketball Nymburk (3)    | [ 5 ] |
| 2020–2021 | Giorgi Shermadini (2)  | Club Baloncesto Canarias (7)  | Michale Kyser           | VEF Riga                      | [ 5 ] |
| 2021–2022 | Joe Ragland            | Hapoël Holon (2)              | Marcelinho Huertas (2)  | Club Baloncesto Canarias (8)  | [ 6 ] |
| 2021–2022 | Jonah Radebaugh        | MHP Riesen Ludwigsbourg       | Joe Thomasson           | Bàsquet Manresa               | [ 6 ] |
| 2021–2022 | Chima Moneke           | Bàsquet Manresa (2)           | DeVaughn Akoon-Purcell  | Galatasaray SK                | [ 6 ] |
| 2021–2022 | Chris Johnson          | Hapoël Holon (3)              | Elijah Stewart          | U-BT Cluj-Napoca              | [ 6 ] |
| 2021–2022 | Giorgi Shermadini (3)  | Club Baloncesto Canarias (9)  | Ivan Buva               | Rytas Vilnius                 | [ 6 ] |
| 2022–2023 | Marcelinho Huertas (3) | Club Baloncesto Canarias (10) | Marcus Foster           | Rytas Vilnius (2)             | [ 7 ] |
| 2022–2023 | T. J. Shorts           | Telekom Baskets Bonn          | Kendrick Perry          | Unicaja Málaga                | [ 7 ] |
| 2022–2023 | Darío Brizuela         | Unicaja Málaga (2)            | DeAndre Lansdowne       | SIG Strasbourg (3)            | [ 7 ] |
| 2022–2023 | Akil Mitchell          | AEK Athènes (6)               | Levi Randolph           | Hapoël Jérusalem (3)          | [ 7 ] |
| 2022–2023 | Zach Hankins           | Hapoël Jérusalem (4)          | Giorgi Shermadini (4)   | Club Baloncesto Canarias (11) | [ 7 ] |
| 2023–2024 | Marcelinho Huertas (4) | Club Baloncesto Canarias (12) | Hunter Hale             | Peristéri BC                  | [ 8 ] |
| 2023–2024 | Joe Ragland (2)        | Peristéri BC (2)              | Dylan Ennis (3)         | UCAM Murcia CB (3)            | [ 8 ] |
| 2023–2024 | Kendrick Perry (2)     | Unicaja Málaga (3)            | Levi Randolph (2)       | Hapoël Jérusalem (5)          | [ 8 ] |
| 2023–2024 | David Kravish          | Unicaja Málaga (4)            | Dylan Osetkowski        | Unicaja Málaga (5)            | [ 8 ] |
| 2023–2024 | Austin Wiley           | Tofaş Bursa SK                | Vernon Carey Jr.        | Pınar Karşıyaka (3)           | [ 8 ] |
| 2024–2025 | Marcelinho Huertas (5) | La Laguna Tenerife (13)       | Kendrick Perry (3)      | Unicaja Málaga (6)            | [ 9 ] |
| 2024–2025 | Hunter Hale (2)        | AEK BETSSON Athènes (7)       | Will Cummings           | Galatasaray SK (2)            | [ 9 ] |
| 2024–2025 | James Palmer Jr.       | Galatasaray SK (3)            | Desi Rodriguez          | Nanterre 92                   | [ 9 ] |
| 2024–2025 | Dylan Osetkowski (2)   | Unicaja Málaga (7)            | Derrick Alston Jr. (en) | BAXI Manresa (3)              | [ 9 ] |
| 2024–2025 | Ismaël Kamagate        | Bertram Derthona Tortona      | Steven Enoch            | Rytas Vilnius (3)             | [ 9 ] |

L'équipe type est choisie à un tiers par un vote des fans en ligne, un autre tier par un vote des journalistes et des représentants des médias, et un dernier tier par un vote de tous les entraîneurs au cours de chaque saison de BCL. En gras le MVP de la saison.

## MVP de la saison
| Saison    | Joueur             | Position | Club                 | Ref.   |
| --------- | ------------------ | -------- | -------------------- | ------ |
| 2016–2017 | Jordan Theodore    | Meneur   | Bandırma Banvit      | [ 10 ] |
| 2017–2018 | Manny Harris       | Ailier   | AEK Athènes          | [ 11 ] |
| 2018–2019 | Tyrese Rice        | Meneur   | Bamberg Baskets      | [ 12 ] |
| 2019–2020 | Keith Langford     | Arrière  | AEK Athènes          | [ 13 ] |
| 2020–2021 | Bonzie Colson      | Ailier   | SIG Strasbourg       | [ 14 ] |
| 2021–2022 | Chima Moneke       | Ailier   | Bàsquet Manresa      | [ 15 ] |
| 2022–2023 | T. J. Shorts       | Meneur   | Telekom Baskets Bonn | [ 7 ]  |
| 2023–2024 | Marcelinho Huertas | Arrière  | CB Lenovo Tenerife   | [ 8 ]  |
| 2024–2025 | Marcelinho Huertas | Arrière  | La Laguna Tenerife   | [ 9 ]  |

## MVP du Final Four
| Saison    | Joueur         | Position | Club           | Ref.   |
| --------- | -------------- | -------- | -------------- | ------ |
| 2023–2024 | Kendrick Perry | Meneur   | Unicaja Málaga | [ 16 ] |
| 2024–2025 | Tyson Carter   | Meneur   | Unicaja Málaga | [ 17 ] |

## Meilleur Marqueur
| Saison    | PPM  | Joueur         | Position    | Club            | Ref.   |
| --------- | ---- | -------------- | ----------- | --------------- | ------ |
| 2016–2017 | 20.3 | Nick Minnerath | Ailier      | Avtodor Saratov | [ 18 ] |
| 2017–2018 | 19.0 | D. J. Kennedy  | Arrière     | Pınar Karşıyaka | [ 19 ] |
| 2018–2019 | 18.0 | Vince Hunter   | Ailier fort | AEK Athènes     | [ 20 ] |
| 2019–2020 | 20.9 | Justin Dentmon | Meneur      | Élan Béarnais   | [ 21 ] |
| 2020–2021 | 18.2 | Bonzie Colson  | Ailier      | SIG Strasbourg  | [ 22 ] |
| 2021–2022 | 18.1 | Levi Randolph  | Ailier      | Filou Oostende  | [ 23 ] |
| 2022–2023 | 20.6 | Marcus Foster  | Arrière     | Rytas Vilnius   | [ 24 ] |

## Meilleur Jeune
| Saison    | Joueur             | Position    | Club                      | Ref.  |
| --------- | ------------------ | ----------- | ------------------------- | ----- |
| 2016–2017 | Furkan Korkmaz     | Ailier      | Banvit                    | [ 1 ] |
| 2017–2018 | Arnoldas Kulboka   | Ailier      | Orlandina Basket          | [ 2 ] |
| 2018–2019 | Tamir Blatt        | Meneur      | Hapoël Jérusalem          | [ 3 ] |
| 2019–2020 | Carlos Alocén      | Meneur      | Basket Saragosse 2002     | [ 4 ] |
| 2020–2021 | Yoan Makoundou     | Ailier      | Cholet Basket             | [ 5 ] |
| 2021–2022 | Giordano Bortolani | Arrière     | Universo Treviso Basket   | [ 6 ] |
| 2022–2023 | Sadık Emir Kabaca  | Ailier Fort | Galatasaray SK            | [ 7 ] |
| 2023–2024 | Tidjane Salaün     | Ailier      | Cholet Basket             | [ 8 ] |
| 2024–2025 | Nolan Traoré       | Meneur      | Saint-Quentin Basket-Ball | [ 9 ] |

## Meilleur Défenseur
| Saison    | Joueur           | Position | Club           | Ref.  |
| --------- | ---------------- | -------- | -------------- | ----- |
| 2022–2023 | Alberto Díaz     | Meneur   | Unicaja Málaga | [ 7 ] |
| 2023–2024 | Howard Sant-Roos | Ailier   | UCAM Murcia CB | [ 8 ] |
| 2024–2025 | Alberto Díaz     | Meneur   | Unicaja Málaga | [ 9 ] |

## Meilleur Entraîneur
| Saison    | Entraîneur        | Club                   | Ref.  |
| --------- | ----------------- | ---------------------- | ----- |
| 2017–2018 | John Patrick      | MHP Riesen Ludwigsburg | [ 2 ] |
| 2018–2019 | Roel Moors        | Giants Antwerp         | [ 3 ] |
| 2019–2020 | Oren Amiel        | ČEZ Basketball Nymburk | [ 4 ] |
| 2020–2021 | Zoran Lukic       | BK Nijni Novgorod      | [ 5 ] |
| 2021–2022 | Pedro Martinez    | Bàsquet Manresa        | [ 6 ] |
| 2022–2023 | Tuomas Iisalo     | Telekom Baskets Bonn   | [ 7 ] |
| 2023–2024 | Vasílis Spanoúlis | Peristéri BC           | [ 8 ] |
| 2024–2025 | Txus Vidorreta    | La Laguna Tenerife     | [ 9 ] |